# Агриш (Клуж)
Агриш (рум. Agriș) насеље је у Румунији у округу Клуж у општини Јара. Oпштина се налази на надморској висини од 673 m.

## Становништво
Према подацима из 2002. године у насељу је живело 510 становника, од којих су сви румунске националности.